# 華爾街：金錢萬歲
《華爾街：金錢萬歲》（英語：Wall Street: Money Never Sleeps，又名  或 ），是一部於2010年上映的美國電影，由奧利佛·史東執導，二十世紀福斯發行。為1987年電影《華爾街》的續集。
演員陣容有首集要角米高·德格拉斯，依舊詮釋的當年奧斯卡得獎角色葛登·蓋柯（Gordon Gekko），以及西亞·李畢福、佐斯·布連和嘉莉·慕萊根。查理·辛亦現身客串首集角色巴德·福克斯（Bud Fox）一角。
場景同樣設於美國紐約市的華爾街，本片時間距首集23年後，環繞環球金融危機事件發展。

## 劇情
二十年前華爾街金融鉅子葛登（麥克·道格拉斯 飾）因不法牟利而被判重刑。二十年後他從獄中走出，年輕而潛力無窮的交易員雅各（西亞·李畢福飾）決定找上葛登，請教他在金融世界的生存之道......葛登信奉的教條，是貪婪，是金錢！但他對雅各卻似乎有不同計畫？他究竟是真心指導雅各？還是他設計的是更華麗可怕的金融陷阱？

## 演員
- 米高·德格拉斯 飾 葛登·蓋柯（Gordon Gekko）
- 西亞·李畢福 飾 雅各（Jacob "Jake" Moore）
- 佐斯·布連 飾 布瑞頓（Bretton James）
- 嘉莉·慕萊根 飾 薇妮（Winnie Gekko）
- 法蘭·朗基拿 飾 路易士（Louis Zabel）
- 蘇珊·莎蘭登 飾 雅各的房地產經紀人母親（Jacob's real-estate agent mother）
- 凡妮莎·費麗托（英语：Vanessa Ferlito） 飾 奧黛麗（Audrey）

## 發行
本片原本排定2010年2月上映，又推延至4月23日，而在5月14日第63屆坎城影展首映後，決定將檔期延至9月24日正式全球上映；台灣則於9月22日提前上映。影片於美國等20多個國家和地區公映；美國的上映時間為2010年9月20日；香港及中國大陸分別於9月23日及10月15日上映。

## 反響

### 評價
爛番茄新鮮度55%，基於221條評論，平均分為5.9/10，而在Metacritic上得到59分，評價好壞各半參雜。

### 票房
電影在美國共有3,597家劇院播映，首映當天便收穫了900萬美元，該週總計1900萬美元，平均每場劇院進帳5,330美元，位居當週冠軍。
| 上一届： 《竊盜城》 | 2010年美國週末票房冠軍 第39周 | 下一届： 《社群網戰》 |

## 外部連結
- 互联网电影数据库（IMDb）上《華爾街：金錢萬歲》的资料（英文）
- AllMovie上《華爾街：金錢萬歲》的资料（英文）
- 爛番茄上《華爾街：金錢萬歲》的資料（英文）
- 豆瓣电影上《華爾街：金錢萬歲》的資料 （简体中文）
- Metacritic上《華爾街：金錢萬歲》的資料（英文）